# Afribactrus stylifrons
Genre
Espèce
Afribactrus stylifrons, unique représentant du genre Afribactrus, est une espèce d'araignées aranéomorphes de la famille des Linyphiidae.

## Distribution
Cette espèce est endémique du Cap-Occidental en Afrique du Sud,. Elle se rencontre vers George.

## Publication originale
- Wunderlich & Nicolai, 1995 : Beschreibung einer bisher unbekannten Zwergspinnen-Art (Linyphiidae) aus Süd-Afrika (Arachnida; Araneae). Beiträge zur Araneologie, vol. 4, p. 319-323.